# Camptotypus superbus
Camptotypus superbus är en stekelart som först beskrevs av Gyöö Viktor Szépligeti 1908.  Camptotypus superbus ingår i släktet Camptotypus och familjen brokparasitsteklar. Inga underarter finns listade.